# Erbtochter
Erbtochter bezeichnet die Tochter einer verstorbenen Person (genannt „Erblasser/Erblasserin“), die im Unterschied zu ihren Geschwistern – oder wenn sie das einzige (verbliebene) Kind der Person ist – alleinig das Erbe antreten kann oder soll; früher konnten das auch andere nahe weibliche Verwandte der verstorbenen Person sein. Im deutschen Erbrecht hat der Begriff „Erbtochter“ keine Bedeutung.

## Feudalwesen
Im mittelalterlichen Feudalwesen war Erbtochter ein bekannter Begriff und kam zum Tragen, wenn männliche Erben fehlten. Im Unterschied zur üblichen Erbfolge vom Vater an Söhne (patrilinear) gab es für den Fall einer einzig verbleibenden Nachkommin besondere Regelungen zum genauen Ablauf. Beispielsweise konnten Lehnschaften nur an Frauen vererbt werden, wenn der Grundbesitzer (Lehnsherr) und der Erblasser (Lehnsmann) eine Vereinbarung trafen, dafür war der Grundherr an der Wahl des Ehemannes der Erbtochter beteiligt; hieraus entstanden sogenannte „Weiberlehen“ (siehe Kunkellehen).

## Europäischer Adel
Im europäischen Kulturraum wurden Frauen in Adelshäusern als Haupterbin nur bedacht, wenn das männliche Geschlecht ausgestorben war; dies wurde (und wird) in Adelsfamilien mit so genannten Hausordnungen geregelt. Bei regierenden Fürstenfamilien und anderem Hochadel kam noch die Schwierigkeit der Bestimmung der oft gesetzlich geregelten Thronfolge hinzu. Eine weltweit bekannte Erbprinzessin war bis 2014 Caroline von Monaco als vorgesehene Nachfolgerin der Grimaldis im Fürstentum Monaco.

## Ethnien und indigene Völker
Bei den weltweit über 150 ethnischen Gruppen und indigenen Völkern, die ihre Abstammung und Erbfolge über die Linie ihrer Mütter regeln (matrilinear), ist die Erbtochter meist die jüngste Tochter einer Frau, vor allem wenn die Erblasserin eine eigene Großfamilie leitete. Diese Form der Erbfolge wird bezeichnet als Ultimogenitur „Letztgeborenenrecht“ (im Unterschied zur Primogenitur: „Erbrecht des Erstgeborenen“), im Falle von Frauen als Ultimagenitur („Letztgeborene“). Ein Beispiel für diese Regelung von Besitzverhältnissen findet sich bei den Khasi im Nordosten von Indien im kleinen Bundesstaat Meghalaya, wo dieses Volk mit rund 1,5 Millionen Angehörigen etwa die Hälfte der Gesamtbevölkerung stellt und die matrilineare Erbfolge in der staatlichen Verfassung verankert ist.